# Umbrina roncador
Umbrina roncador és una espècie de peix de la família dels esciènids i de l'ordre dels perciformes.

## Morfologia
- Els mascles poden assolir 56 cm de longitud total i 2.490 g de pes.[1]

## Alimentació
Menja peixos, crustacis, cucs marins i bivalves.

## Hàbitat
És un peix marí, de clima subtropical i demersal que viu fins als 45 m de fondària.

## Distribució geogràfica
Es troba al Pacífic oriental central: des de Point Conception (Califòrnia, els Estats Units) fins al Golf de Califòrnia.

## Observacions
És inofensiu per als humans.